# 115449 Robson
115449 Robson è un asteroide della fascia principale. Scoperto nel 2003, presenta un'orbita caratterizzata da un semiasse maggiore pari a 2,7390534 UA e da un'eccentricità di 0,1147024, inclinata di 5,03330° rispetto all'eclittica.
L'asteroide è dedicato all'astronomo statunitense Monty Robson, fondatore e direttore dell'osservatorio autore della scoperta.